# Achmad Magomiedow
Achmad Magomiedow (ros. Ахмад Магомедов; ur. 1995) – macedoński zapaśnik startujący w stylu wolnym. Zajął ósme miejsce na mistrzostwach świata w 2023 roku.
Brązowy medalista mistrzostw Europy w 2023 roku.